# Sympycnus kowarzi
Sympycnus kowarzi är en tvåvingeart som beskrevs av Octave Parent 1925. Sympycnus kowarzi ingår i släktet Sympycnus och familjen styltflugor. Inga underarter finns listade i Catalogue of Life.